# Bendigo International 2024
Die Bendigo International 2024 im Badminton fanden vom 10. bis zum 13. Oktober 2024 in West Bendigo statt. Es war die dritte Auflage der Turnierserie.

## Sieger und Platzierte
| Disziplin    | Gold                      | Silber                                             | Bronze                                     | Herreneinzel | Shogo Ogawa | Keisuke Fujiwara | Koya Iwano |
| Toma Noda    |                           |                                                    |                                            | Herreneinzel | Shogo Ogawa | Keisuke Fujiwara |            |
| Dameneinzel  | Tanya Hemanth             | Tung Ciou-tong                                     | Jaslyn Hooi                                |              |             |                  |            |
| Dameneinzel  | Tanya Hemanth             | Tung Ciou-tong                                     | Huang Ching-ping                           |              |             |                  |            |
| Herrendoppel | Chen Cheng-kuan Po Li-wei | Hariharan Amsakarunan Ruban Kumar Rethinasabapathi | Seiya Inoue Haruki Kawabe                  |              |             |                  |            |
| Herrendoppel | Chen Cheng-kuan Po Li-wei | Hariharan Amsakarunan Ruban Kumar Rethinasabapathi | Pramudya Kusumawardana Andika Ramadiansyah |              |             |                  |            |
| Damendoppel  | Hsu Yin-hui Lin Jhih-yun  | Lee Chih-chen Lin Yen-yu                           | Chen Su-yu Hsieh Yi-en                     |              |             |                  |            |
| Damendoppel  | Hsu Yin-hui Lin Jhih-yun  | Lee Chih-chen Lin Yen-yu                           | Hsieh Yi-tsen Tung Ciou-tong               |              |             |                  |            |
| Mixed        | Wesley Koh Jin Yujia      | Chen Cheng-kuan Lee Chih-chen                      | Edward Lau Gronya Somerville               |              |             |                  |            |
| Mixed        | Wesley Koh Jin Yujia      | Chen Cheng-kuan Lee Chih-chen                      | Po Li-wei Lin Yen-yu                       |              |             |                  |            |